# The Hump
Koncem roku 1942 vznikl letecký most zvaný The Hump (česky "Hrb") – riskantní přelety amerických pilotů přes Himálaj, dopravující zásoby z Indie do Kchun-mingu a Čchung-čchingu. The Hump nahradil ztrátu Barmské cesty (začátkem roku 1945 obnovena) a zásoboval armádu čínských nacionalistů v boji proti Japoncům až do konce 2. světové války.
Tato vzdušná cesta vedla přes jižní část Himálaje a mezi piloty začala být známá jako The Hump. v počátcích dopravu zaštitovala CNAC (the China National Aviation Corporation), spolupráce čínské vlády a Pan American Airways. Většina pilotů byli Američané a Britové. Někteří byli považováni za nejlepší piloty na Dálném východě. Na palubě letadel často přepravovali náklad dvakrát převyšující bezpečnou hmotnost.

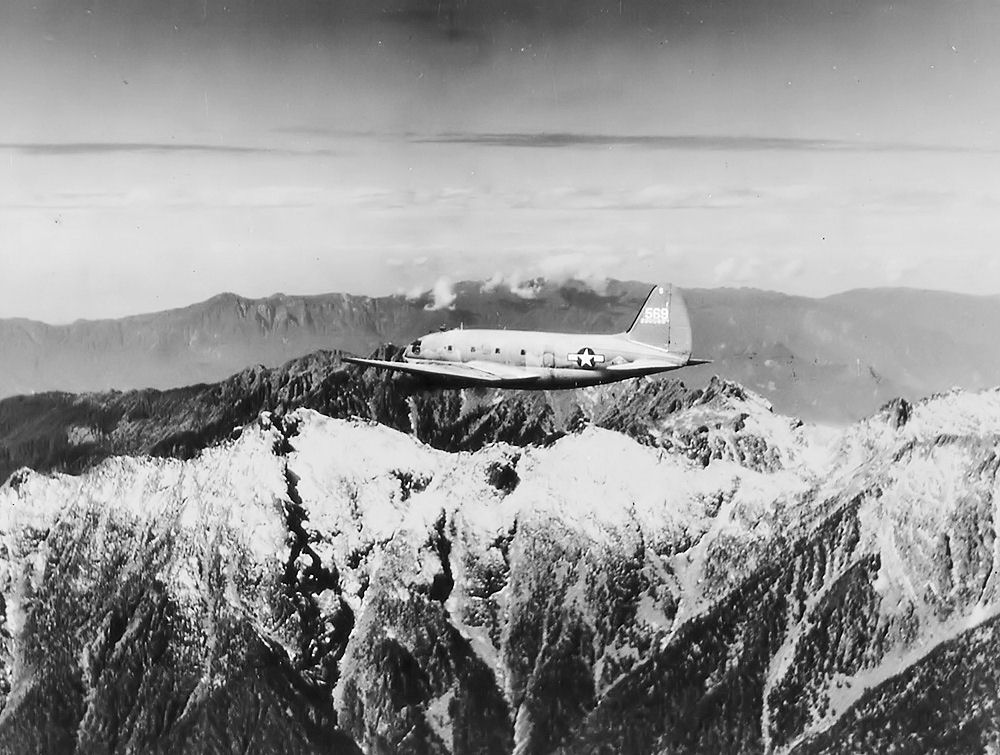
Přelet letounu Air Transport Command Curtiss C-46 Commando přes himálajské pohoří z Barmy do Číny, 1945

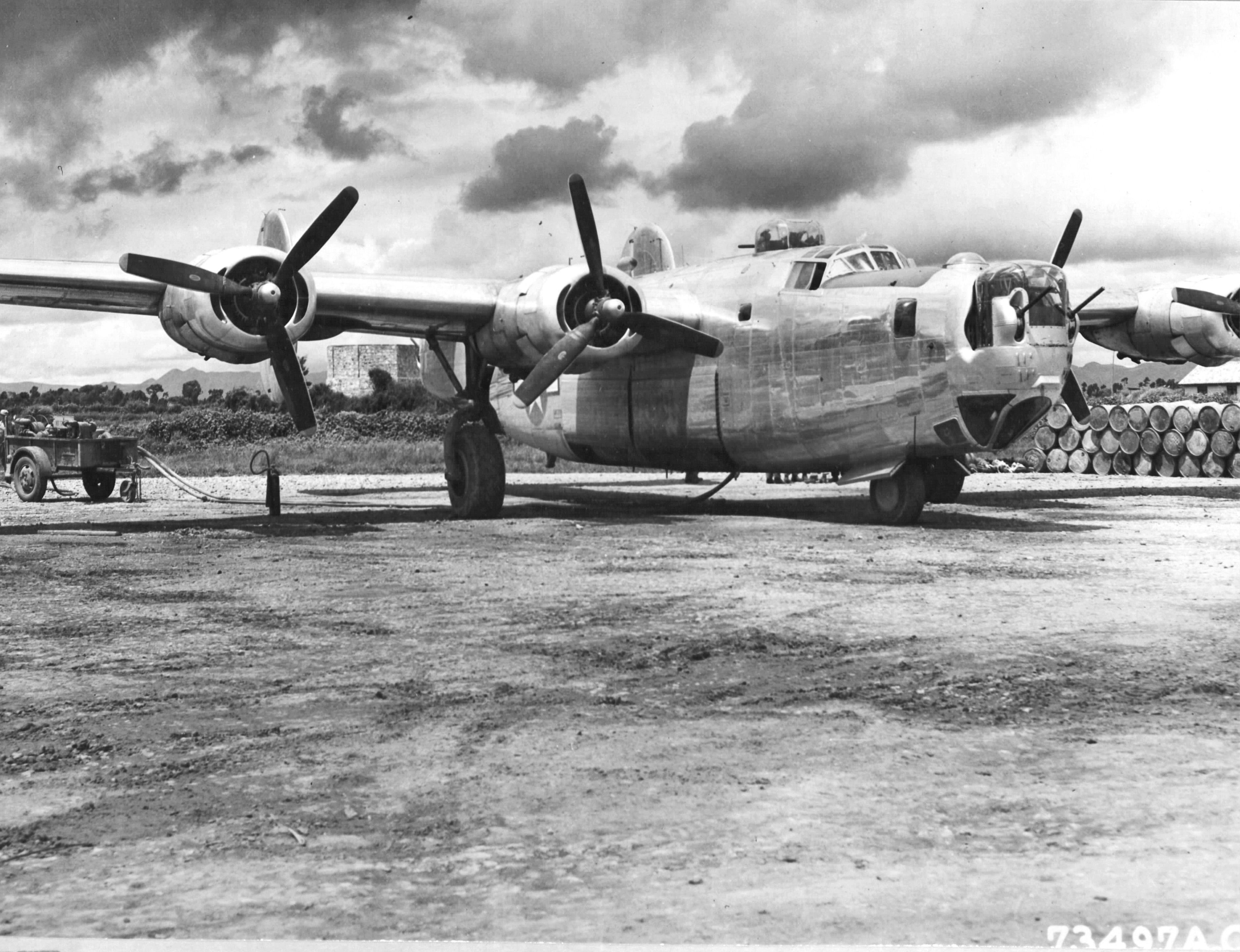
Letoun B-24 Liberator vykládá zbytek paliva po letu do Kunch-mingu v Číně, září 1944

Následně lety převzala AAF – the Army Air Force Ferry Command (později ATC – Air Transport Command). Jednalo se o zkušené piloty, kteří však neměli zkušenosti letů v horském terénu. Extrémní turbulence, počasí a vrcholky hor tak vzaly více životů než Japonci.
The Hump byl oficiálně deklarován jako civilní operace, protože pro přepravu sloužily především dopravní letouny bez vojenského doprovodu. V říjnu roku 1943 dostaly japonské letky Nakadžima Ki-43 za úkol přerušit vzdušnou zásobovací cestu u města Myitkyina v severní Barmě (dnešní Myanmar). Přerušení The Humpu netrvalo dlouho, skončilo zásluhou Létajících tygrů – amerických pilotů, dobrovolníků pod velením generála Claire Chennaulta.

## Důvody vzniku
Během čínsko-japonské války bylo v Číně a jihovýchodní Asii 1 250 000 japonských vojáků a i přes značnou početní převahu, ne příliš dobře vyzbrojená čínská armáda byla nucena před Japonci ustupovat do vnitrozemí. Koncem května roku 1942 Japonci anektovali většinu území Barmy (dnešní Myanmar) a ztrátou Barmské cesty, poslední pozemní zásobovací cesty, byla Čína odříznuta od zásobování.
Americký prezident Franklin D. Rooosevelt rozhodl o nutnosti podpory Čankajška, který v té době velel většině čínských vojenských sil. Roosevelt si představoval roli supervelmoci jako je Čína po válce, a proto přistoupil na Čankajškovu žádost o zásobování.
Začatkem roku 1943 začali Američané zpochybňovat přínos operace The Hump. Na svědomí byly velké ztráty na životech, finanční náročnost a především fakt, že Čankajšek většinu zásob schraňoval pro pozdější použití v občanské válce proti Maovi. Zásobování nicméně pokračovalo. 2. května 1943 Roosevelt informoval George Marshalla o schválení zásob, které zahrnovaly 500 letadel a 10 000 tun materiálu pro přepravu přes The Hump.

## Obnovení Barmské cesty a dopad na The Hump
V roce 1944 byla dokončena Ledská cesta vedoucí přes Myitkyinu, která se s původní Barmskou cestou propojila v Mong Yu (Barma) na hranicích s Čínou. Tím byla začátkem roku 1945 znovuotevřena cesta pro nákladní automobily do Kchun-mingu. Obsazení Myitkyina též vedlo ke zkrácení letecké trasy The Hump. Nově vybudovaná Ledská cesta nicméně pokryla pouze 10 procent z celkové dopravy materiálu a zbylých 90 procent bylo do konce války nadále přepravováno pres The Hump.
Po Rooseveltově smrti v březnu 1945 došlo k ochlazení vztahů mezi Čínou a Amerikou. Rooseveltův nástupce Harry Truman nevěřil v Čankajškovu Čínu a ta proto rychle začala ztrácet podporu Spojených států.